# Thambemyia japonica
Thambemyia japonica är en tvåvingeart som beskrevs av Masunaga, Saigusa och Patrick Grootaert 2005. Thambemyia japonica ingår i släktet Thambemyia och familjen styltflugor. Inga underarter finns listade i Catalogue of Life.